# 富山県道316号稲荷町新庄線
富山県道316号稲荷町新庄線（とやまけんどう316ごう いなりまちしんじょうせん）は富山県富山市内を通る一般県道である。

## 概要

### 路線データ
- 起点：富山県富山市稲荷町1丁目（富山県道172号八幡田稲荷線・富山県道190号稲荷停車場線交点）
- 終点：富山県富山市新庄銀座3丁目（国道41号交点）
- 実延長：3,596m

## 沿革
- 1967年（昭和42年）3月20日 - 認定[1]

## 地理
- 起点から終点まで全て国道41号から数百メートル以内で併走している。全線通して利用する事は稀で、基本的にルートがほぼ一致する国道41号を利用する事が多い。
- 道幅は極端に狭いわけではないが、大型車両同士の対面通行は多少厳しい面もある。

### 通過する自治体
- 富山県富山市

### 接続する道路
- 富山県道172号八幡田稲荷線（起点：稲荷1丁目交差点）
- 富山県道190号稲荷停車場線（稲荷1丁目交差点（起点） - 富山市稲荷元町2丁目で重複）
- 富山県道65号富山大沢野線（双代町北交差点）
- 富山県道56号富山環状線（新庄郵便局前交差点）
- 富山県道177号蓮町新庄線（富山市新庄町）
- 富山県道4号富山上市線（全福寺前交差点）
- 国道41号（終点：新庄町第五交差点）

### 周辺
- 富山地方鉄道本線
  - 稲荷町駅
  - 東新庄駅
- 富山県立中央病院
- 富山県立総合衛生学院
- 富山市立新庄中学校
- 富山市立柳町小学校
- 富山市立新庄小学校
- 富山市立新庄北小学校
- 北陸銀行
  - 新庄支店
  - 中央病院出張所
- 富山銀行 新庄支店
- 福井銀行 新庄支店
- 富山第一銀行 東町支店
- 富山信用金庫 双代町支店
- 高岡信用金庫 館出支店
- 富山稲荷郵便局
- 富山新庄郵便局
- テイカ製薬 本社・工場
- 田中精密工業 本社
- アピアショッピングセンター
  - アルビス アピア店
- クスリのアオキ 綾田店
- ジョーシン 富山本店
- DCM 富山問屋町店
- 大阪屋ショップ 新庄店
- アルビス 新庄店
- 稲荷公園
- 富山市城東ふれあい公園